# Спадафора
Спадафора (итал. Spadafora) је насеље у Италији у округу Месина, региону Сицилија.
Према процени из 2011. у насељу је живело 4547 становника. Насеље се налази на надморској висини од 14 м.

## Становништво
Према резултатима пописа становништва 2011. у општини је живело 5.091 становника.
| 1931. | 1936. | 1951. | 1961. | 1971. | 1981. | 1991. | 2001. | 2011. |
| ----- | ----- | ----- | ----- | ----- | ----- | ----- | ----- | ----- |
| 4.151 | 4.351 | 4.933 | 4.792 | 4.696 | 4.986 | 5.119 | 5.234 | 5.091 |